# Fiskarena
Fiskarena (norska: Fiskerne) är ett konstverk i sandblästrad naturbetong som varit en del av en gavelvägg på det numera rivna kontorshuset Y-blokken i Regjeringskvartalet i Oslo i Norge. Det skapades 1970 av Carl Nesjar i samarbete med Pablo Picasso, som skissat förlagan, samt i samarbete med byggnadens arkitekt Erling Viksjø. Motivet är tre fiskare som stående i en båt på havet drar in ett nät med tre stora fiskar. Bilden kompletteras med en sol.
Konstverket är ett i en serie på fem platsspecifika verk av Picasso och Nesjar i de två kontorsbyggnaderna Høyblokken och Y-blokken, som gjordes i samma teknik i Oslos regeringskvarter åren 1957–1970. Fiskarena är det enda av dem som var placerat utomhus. Övriga är Måsen, tidigare i entréhallen i Y-blokken samt Stranden, Satyr och faun samt en annan version av Fiskarena på olika våningsplan i Höyblokkens trapphall. Utomhusversionen av Fiskarena täckte de tre övre av de fem våningsplanen, på en av de tre gavlarna, på Y-blokken. Ristningen är åtta meter hög och 18 meter bred och var en integrerad del av den utskjutande gavelväggen på de övre våningsplanen. 

## Rivning av Y-blokken
Byggnaden skadades av en bilbomb vid terrorattentaten i Norge 2011. Regeringen, som angett att byggnaden var "sterkt skadet", beslöt 2014 att huset skulle rivas av säkerhetsskäl, och rivningen genomfördes 2020. De två betonginristningarna, varav gavelväggen med Fiskarena vägde 250 ton och Måsen 60 ton, monterades ned för förvaring och för att senare sättas upp i en planerad nybyggnad, vilken kan bli färdigställd tidigast 2025.
Både rivningen av Y-blokken och hanteringen av Y-blokkens två konstverk av Picassos och Nesjar har lett till debatt. Stadsantikvarien i Oslo betecknade Y-blokken som ett huvudverk i norsk arkitekturhistoria.
Konstexperter och Nesjars efterlämnade upphovsrättsinnehavare har hävdat att verkens karaktär av platsspecifika verk skulle medföra att konstverken förvrängdes av en omplacering. Ättlingar till Erling Viksjø och Carl Nesjar har senare också protesterat mot regeringens specifika plan för omplacering. Fiskarena är tänkt att placeras över en VIP-ingång till statsministerns kontor i den nya regeringsbyggnaden A-blokken vid Einar Gerhardsens plass, och Måsen i receptionsområdet.

## Bildgalleri

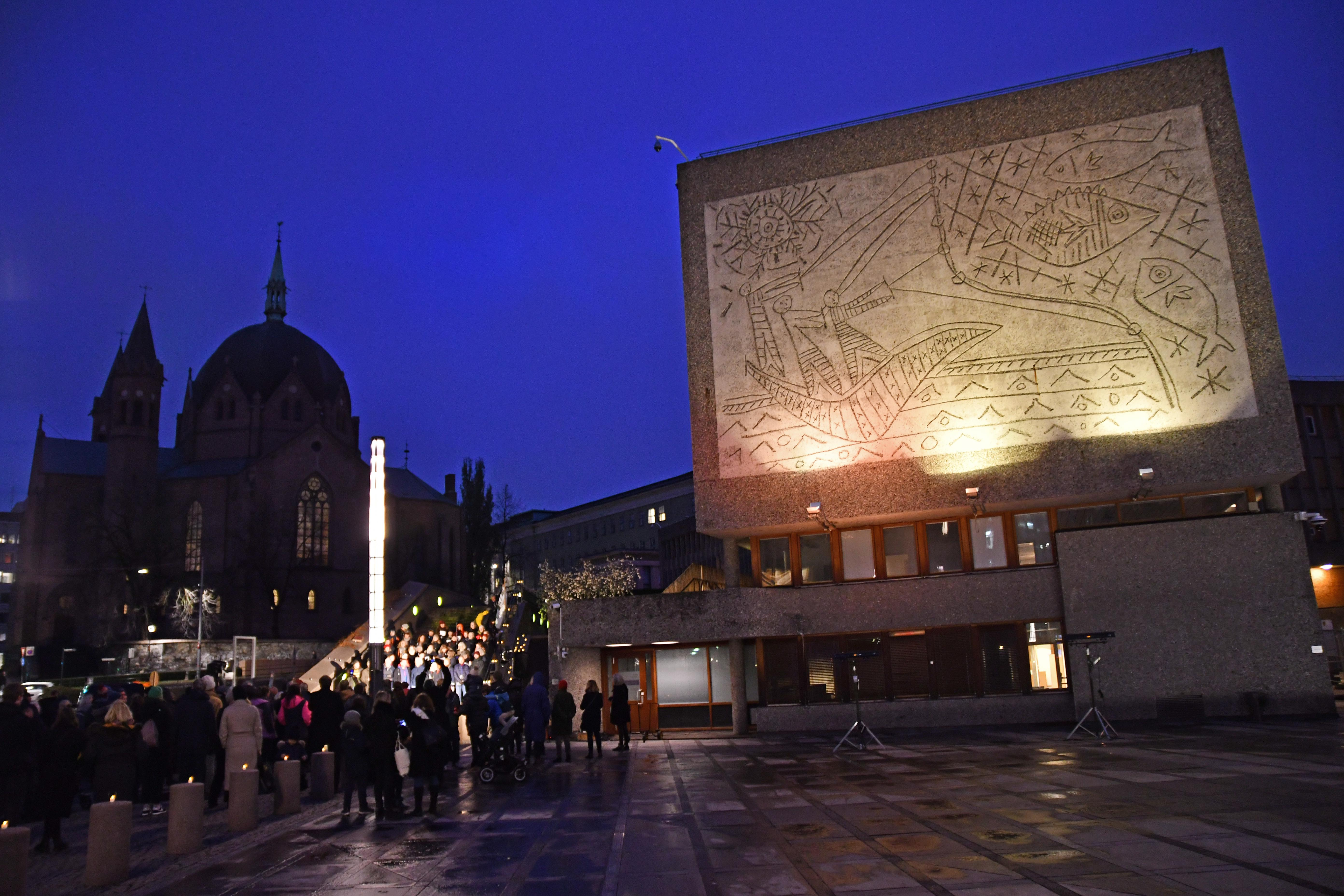
Demonstration mot rivning, 2019
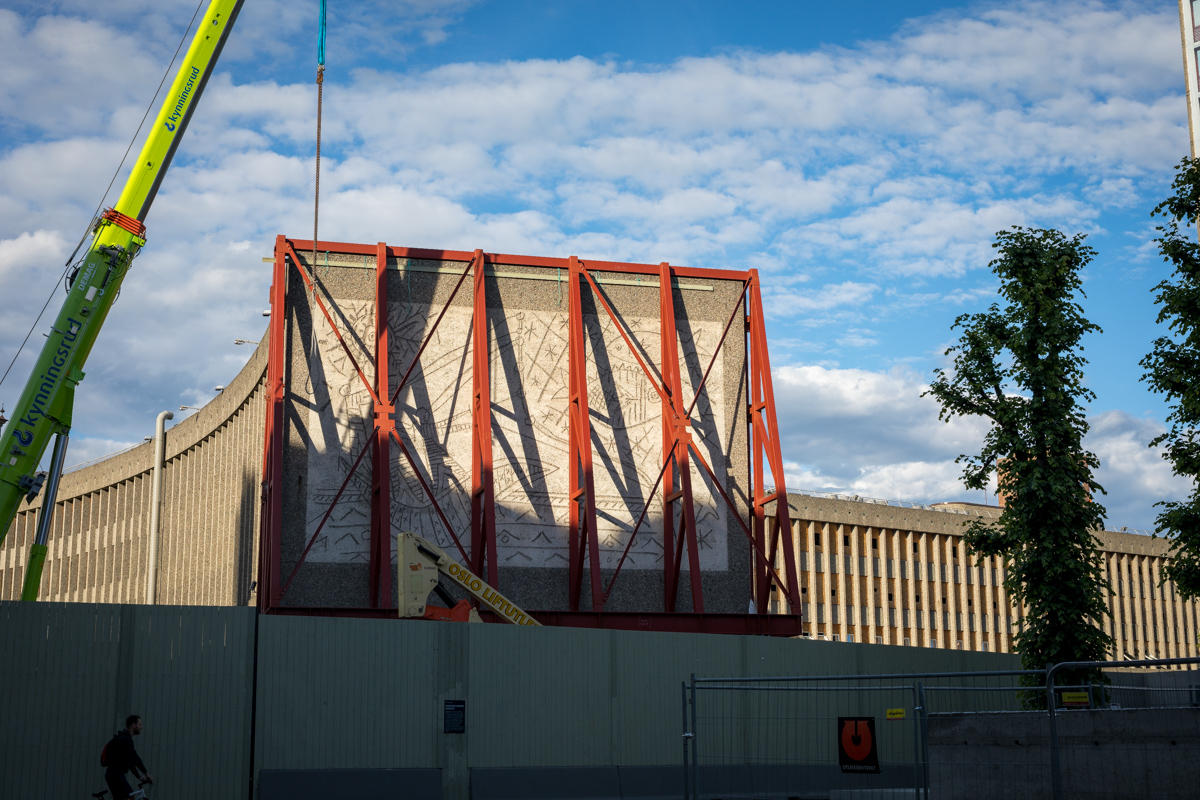
Förberedelser för demontering av väggen med konstverket, 2020
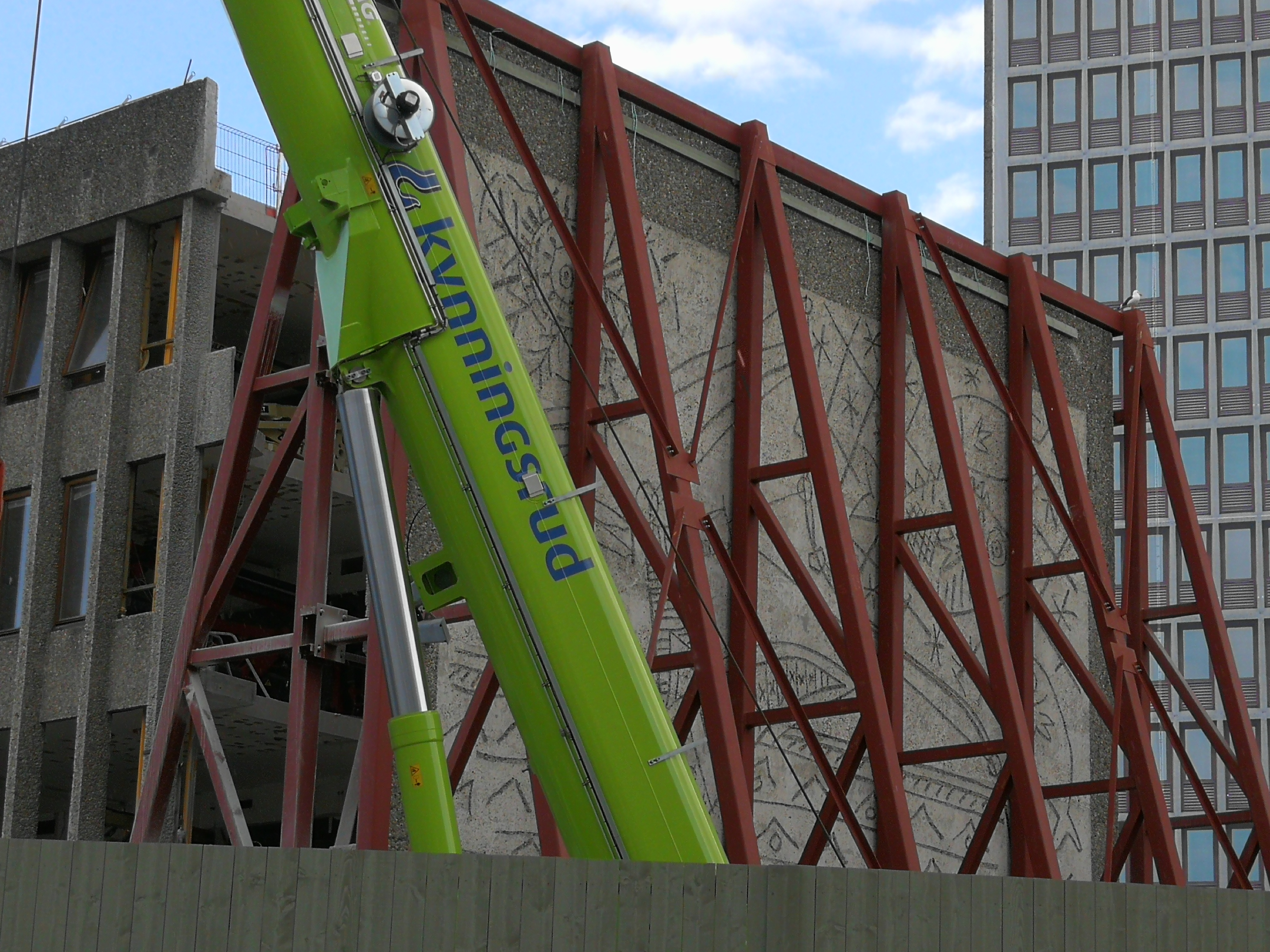
Demontering av väggen, 2020
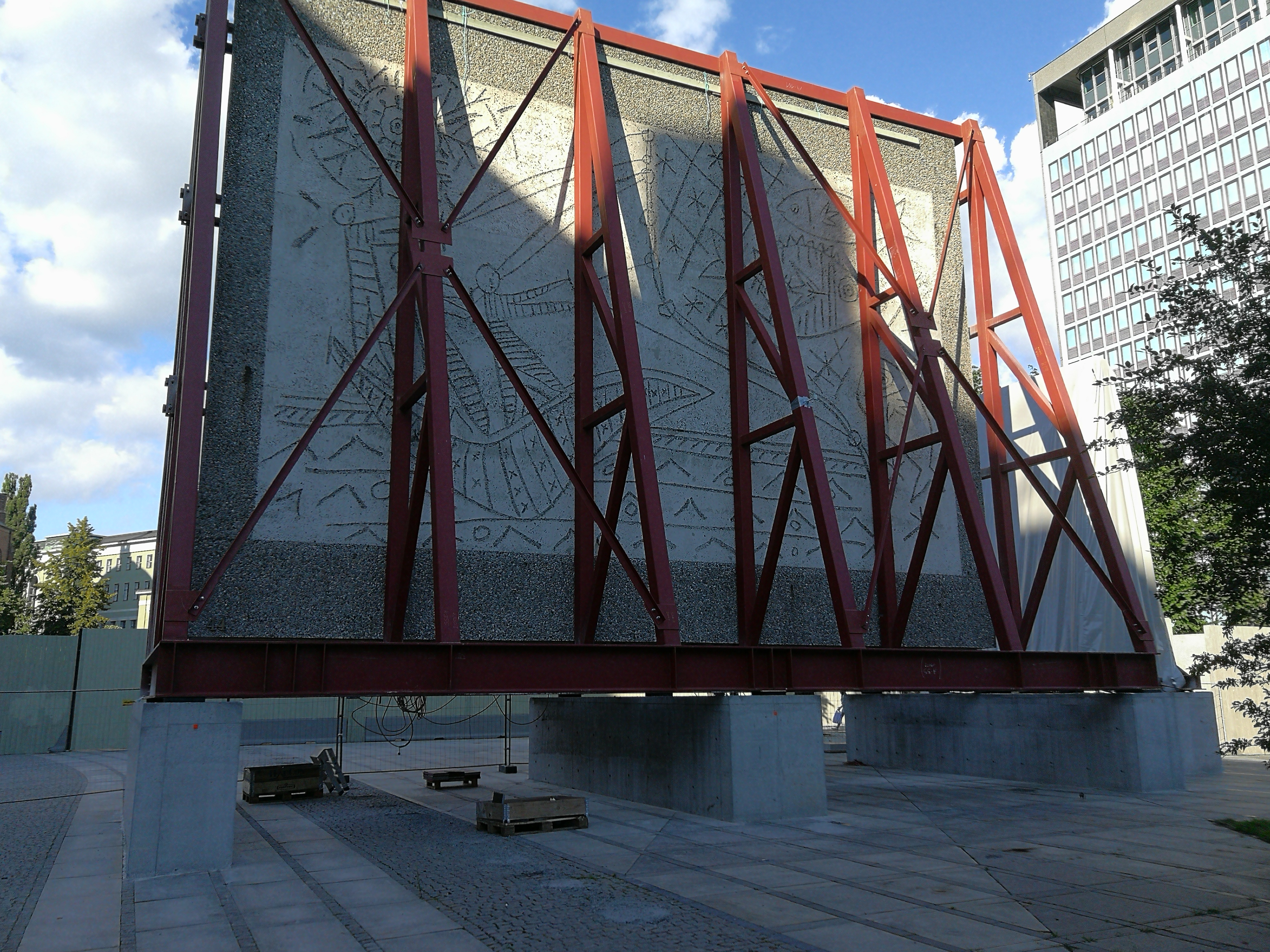
Den demonterade väggen, 2020
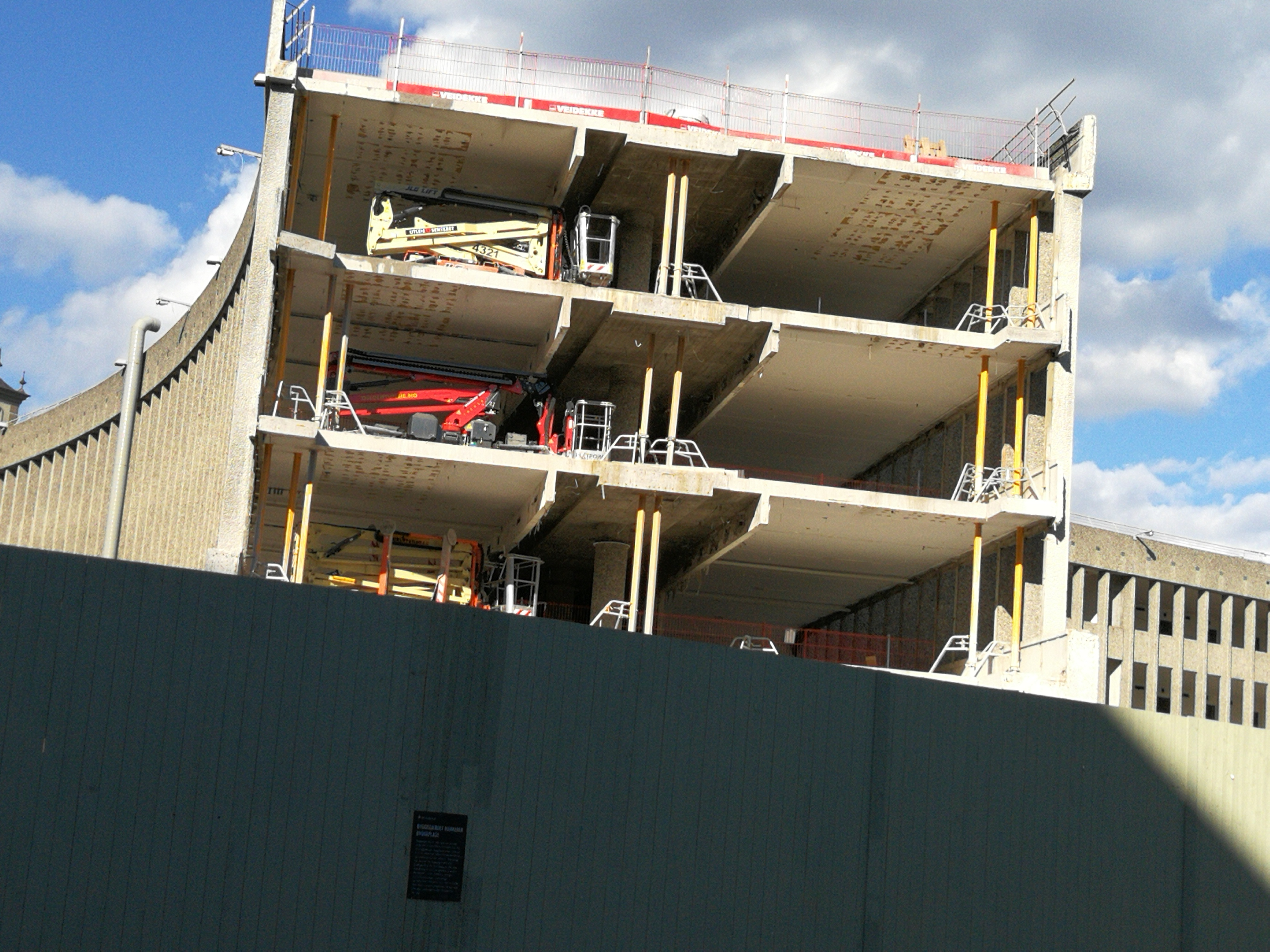
Gaveln på Y-blokken efter demontering av väggen, 2020